# Микроволновая монолитная интегральная схема
Микроволновая монолитная интегральная схема (МИС) — интегральная схема, изготовленная по твердотельной технологии и предназначенная для работы на сверхвысоких частотах (300 МГц — 300 ГГц). СВЧ МИС обычно выполняют функции смесителя, усилителя мощности, малошумящего усилителя, преобразователя сигналов, высокочастотного переключателя. Применяются в системах связи (в первую очередь сотовой и спутниковой), а также в радиолокационных системах на основе активных фазированных антенных решёток (АФАР).
МИС имеют малые размеры (порядка 1—10 мм2) и могут производиться в больших количествах, что способствует широкому распространению высокочастотных устройств (например, сотовых телефонов).
Входы и выходы СВЧ МИС часто приводятся к волновому сопротивлению 50 Ом, чтобы упростить согласование при многокаскадном подключении. Кроме того, испытательное СВЧ-оборудование, как правило, предназначено для работы в 50-мной среде.

## Технологии производства
МИС изготавливаются с использованием арсенида галлия (GaAs), дающего два основных преимущества перед традиционным кремнием (Si) — быстродействие транзисторов и полупроводящая подложка. Тем не менее, быстродействие устройств, созданных по кремниевой технологии, постепенно увеличивается, а размер транзисторов уменьшается, и МИС уже могут изготавливаться на базе кремния. Диаметр кремниевой пластины больше (обычно 8 или 12 дюймов против 4 или 6 дюймов для арсенида галлия), а её цена меньше — в результате снижается стоимость ИС.
Первоначально в качестве активного элемента МИС использовались полевые транзисторы с однородным легированием канала (MESFET). Позже стали широко применяться биполярные транзисторы с гетеропереходом (HBT), а с конца 1990-х годов их постепенно вытесняют разновидности полевого транзистора с высокой подвижностью электронов (HEMT, pHEMT, mHEMT).
Превосходную производительность с точки зрения усиления, более высокую частоту среза, а также низкий уровень шума показывают технологии на основе фосфида индия (InP). Но из-за меньших размеров пластин и повышенной хрупкости материала они пока остаются дорогими.
Технология на основе сплава кремния и германия (SiGe), разработанная компанией IBM в 1996 году, стала одной из основных при изготовлении СВЧ-трансиверов (в частности, для сотовых телефонов). Она позволяет создавать более быстродействующие транзисторные структуры (по сравнению с обычными кремниевыми) с лучшей линейностью характеристик при незначительном (10—20 %) увеличении стоимости процессов. Однако, возможно, наиболее существенная ценность этой технологии — простота формирования таких транзисторов на одном кристалле с обычными кремниевыми схемами, что важно для создания однокристальных систем.
Наиболее перспективной представляется технология с использованием нитрида галлия (GaN). Такие транзисторы могут работать при гораздо более высоких температурах и напряжениях. В середине 2000-х годов были продемонстрированы GaN HEMT-приборы с выходной мощностью 176 Вт, рабочим напряжением 63 В и КПД 54,8 % при усилении 12,9 дБ на частоте 2,1 ГГц, а также с удельной мощностью 32,2 Вт/мм и рабочим напряжением 120 В на частоте 4 ГГц.